# San Juan Juquila Vijanos
San Juan Juquila Vijanos è un comune del Messico, situato nello stato di Oaxaca.